# 歐陽衢
歐陽衢（1490年—？），字崇亨，号龙沙，江西泰和人，明朝政治人物，探花及第。

## 生平
嘉靖五年（1526年）登進士一甲第三名（探花），授翰林院編修。嘉靖十四年（1535年）升翰林院侍講學士。嘉靖十六年（1537年）歐陽衢與右谕德江汝璧擔任應天府鄉試主考官，因考卷中多有譏諷，遭嚴嵩、夏言彈劾而下詔獄。歐陽衢被貶為南雄府通判。嘉靖三十二年（1553年）以南京礼部郎中升为南京尚宝司卿。